# Sukobin
Sukobin este un sat din comuna Ulcinj, Muntenegru. Conform datelor de la recensământul din 2003, localitatea are 375 de locuitori (la recensământul din 1991 erau 471 de locuitori).

## Demografie
În satul Sukobin locuiesc 274 de persoane adulte, iar vârsta medie a populației este de 37,6 de ani (37,2 la bărbați și 37,9 la femei). În localitate sunt 88 de gospodării, iar numărul mediu de membri în gospodărie este de 4,26.
|  |

| Demografie | Demografie | Demografie |
| An         | Locuitori  | Locuitori  |
| ---------- | ---------- | ---------- |
|            |            |            |
|            |            |            |
|            |            |            |
|            |            |            |
| 1948       | 304        |            |
| 1953       | 355        |            |
| 1961       | 409        |            |
| 1971       | 457        |            |
| 1981       | 485        |            |
| 1991       | 471        | 406        |
| 2003       | 560        | 375        |

| \| Componența etnică conform recensământului din 2003[2] \| Componența etnică conform recensământului din 2003[2] \| Componența etnică conform recensământului din 2003[2] \| Componența etnică conform recensământului din 2003[2] \| Componența etnică conform recensământului din 2003[2] \| \| ----------------------------------------------------- \| ----------------------------------------------------- \| ----------------------------------------------------- \| ----------------------------------------------------- \| ----------------------------------------------------- \| \| \| \| \| \| \| \| Albanezi \| Albanezi \| \| 374 \| 99,73% \| \| necunoscută \| necunoscută \| \| 1 \| 0,26% \| |             |  |     |        |
| Componența etnică conform recensământului din 2003 |             |  |     |        |
| |             |  |     |        |
| Albanezi | Albanezi    |  | 374 | 99,73% |
| necunoscută | necunoscută |  | 1   | 0,26%  |